# Pedro Portela

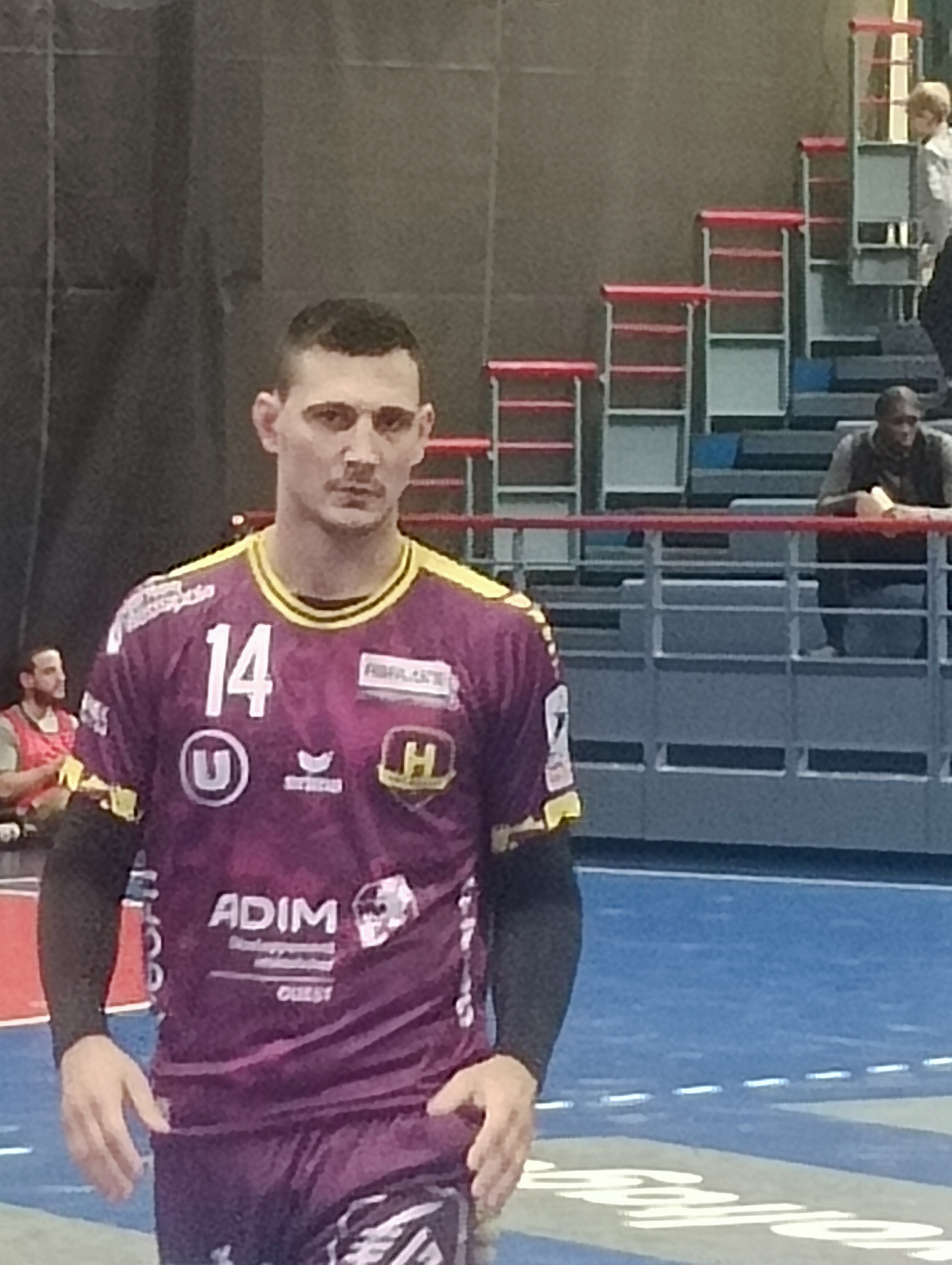
Pedro Portela

Pedro André Caseiro Portela (* 6. Januar 1990 in Leiria) ist ein portugiesischer Handballspieler, der zumeist auf Rechtsaußen eingesetzt wird.
Der 1,86 m große und 80 kg schwere Linkshänder begann seine Profikarriere 2009 beim portugiesischen Verein Sporting Lissabon, mit dem er 2017 und 2018 die portugiesische Meisterschaft sowie 2012, 2013 und 2014 den portugiesischen Pokal gewann. 2009/10 gewann er mit Sporting den EHF Challenge Cup. In diesem scheiterte er in den beiden Folgejahren im Achtelfinale und im Halbfinale. Im EHF Europa Pokal 2012/13 schied er bereits in der ersten Runde aus. 2016/17 gewann er ein weiteres Mal den EHF Challenge Cup. Im Sommer 2018 schloss er sich dem französischen Erstligisten Tremblay-en-France Handball an. Zur Saison 2021/22 wechselte er zum Ligakonkurrenten HBC Nantes, mit dem er im Dezember 2021 die Coupe de la Ligue, 2022 den Trophée des Champions und 2023 die Coupe de France gewann. Im Sommer 2023 kehrte er zu Sporting Lissabon zurück. Mit Sporting gewann er in der Saison 2023/24 den portugiesischen Supercup, die Meisterschaft und den Pokal. In der Spielzeit 2024/25 verteidigte er mit dem Team alle drei Titel.
Pedro André Caseiro Portela steht im Aufgebot der portugiesischen Nationalmannschaft, so für die Qualifikation zur Weltmeisterschaft 2013 und 2015. Sein Länderspieldebüt absolvierte er am 28. Dezember 2011 gegen Angola. Mit der portugiesischen Auswahl nahm er an den Olympischen Spielen in Tokio teil. Bei der Weltmeisterschaft 2025 warf er 26 Tore in neun Spielen und erreichte mit dem vierten Platz die beste Platzierung der portugiesischen Mannschaft bei einer WM. Bisher bestritt er 158 Länderspiele, in denen er 521 Tore erzielte.